# Zins-Steuer-Quote
Die Zins-Steuer-Quote (ZSQ) ist eine volkswirtschaftliche Kennzahl, mit der man den Verschuldungsgrad einer Gebietskörperschaft beurteilen kann.

## Allgemeines
Als Gebietskörperschaften kommen Staaten und deren Untergliederungen (in Deutschland: Bund, Länder, Gemeinden und Gemeindeverbände) in Betracht. Diese erstellen Haushalte oder Bilanzen, aus denen die ZSQ ermittelt werden kann. Die ZSQ gibt an, welcher Teil der Staatseinnahmen eines öffentlichen Haushalts nicht zur Finanzierung von öffentlichen Staatsausgaben oder Investitionen zur Verfügung steht, weil er zur Bedienung des Zinsaufwands eingesetzt werden muss.

## Ermittlung
In der Kameralistik zeigt die ZSQ das Verhältnis der Zinsausgaben zu den Steuereinnahmen eines Haushaltsjahres; sie gibt an, wie hoch der Anteil der Steuereinnahmen ist, der für Zinsen verausgabt werden muss. Zu den Steuereinnahmen zählen auch steuerähnliche Abgaben wie Münzeinnahmen, Spielbankabgaben und sonstige steuerähnliche Abgaben. Die ZSQ gibt den Anteil der Zinsausgaben an den Steuereinnahmen wieder (Zinslastquote). Sie zeigt an, welcher Anteil der Steuereinnahmen für Zinszahlungen verwendet werden muss und nicht für die Finanzierung der Kernaufgaben zur Verfügung steht.
{\displaystyle {\text{Zins-Steuer-Quote (Kameralistik)}}={\frac {\text{Zinsausgaben}}{\text{Steuereinnahmen}}}\,\cdot 100\,\%}
In der Doppik zeigt die Zins-Steuer-Quote das Verhältnis von Zinsaufwendungen zu Steuererträgen an.
{\displaystyle {\text{Zins-Steuer-Quote (Doppik)}}={\frac {\text{Zinsaufwendungen}}{\text{Steuererträge}}}\,\cdot 100\,\%}
Erhöhen sich die Zinsausgaben/Zinsaufwendungen bei konstanten Steuereinnahmen/Steuererträgen, steigt die Zins-Steuer-Quote mit der Folge, dass die Gebietskörperschaft einen zunehmenden Teil ihrer Einnahmen nicht mehr für die Daseinsvorsorge verwenden kann.

## Bedeutung
Die teilweise international dramatisch werdende Staatsverschuldung kann durch verschiedene Schuldenkennzahlen gemessen und im Rahmen der kommunalen Jahresabschlussanalyse beurteilt werden. Das Bundesverfassungsgericht hatte im Oktober 2006 im Zusammenhang mit dem Finanzausgleich bei Not leidenden Bundesländern in seinem Urteil auch die Zins-Steuer-Quote als Kennzahl herangezogen. Mit dieser ließe sich abbilden, welcher Teil der Steuereinnahmen von vornherein nicht zur Finanzierung von öffentlichen Aufgaben zur Verfügung steht, da er für Zinsausgaben anzusetzen ist, soweit deren Deckung nicht einer entsprechend erhöhten Nettoneuverschuldung zugeordnet werden soll. Die Zins-Steuer-Quoten und die Schuldenstände vor allem der neuen Länder und der alten Notlagenländer nebst Schleswig-Holstein zeigten auch nach Auffassung des Sachverständigenrats zur Begutachtung der gesamtwirtschaftlichen Entwicklung prekäre Haushaltssituationen auf. Im Bundeshaushalt lag die ZSQ im Haushaltsjahr 2015 bei vertretbaren 7,2 %.